# Glenea pseudaeolis
Glenea pseudaeolis là một loài bọ cánh cứng trong họ Cerambycidae.